# 3012 Minsk
För andra betydelser, se Minsk (olika betydelser).
3012 Minsk eller 1979 QU9 är en asteroid i huvudbältet som upptäcktes den 27 augusti 1979 av den rysk-sovjetiske astronomen Nikolaj Tjernych vid Krims astrofysiska observatorium på Krim. Den har fått sitt namn efter den vitryska huvudstaden Minsk.
Asteroiden har en diameter på ungefär 21 kilometer.